# Ávila

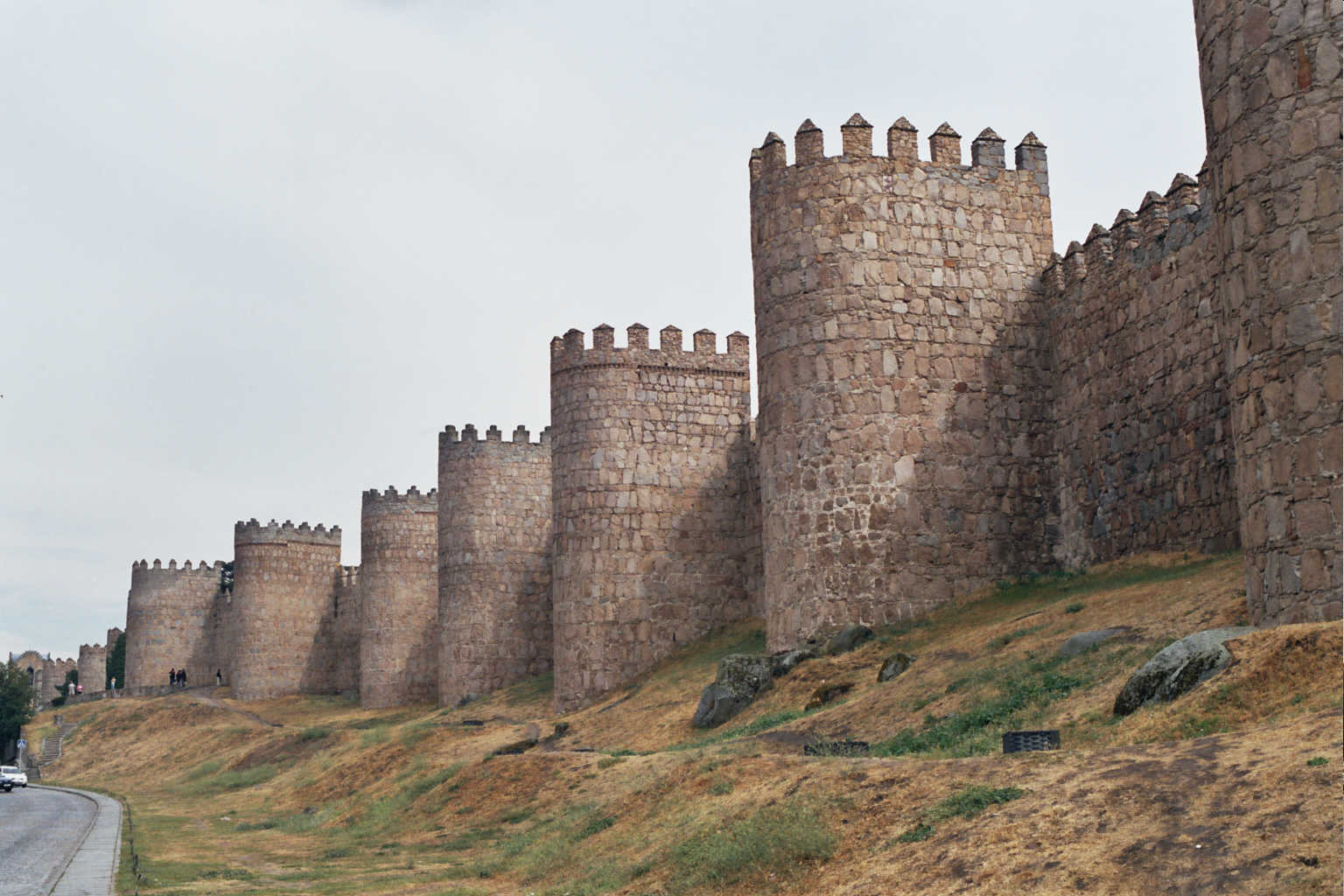
Ringmuren runt Ávila är 2 500 meter lång.

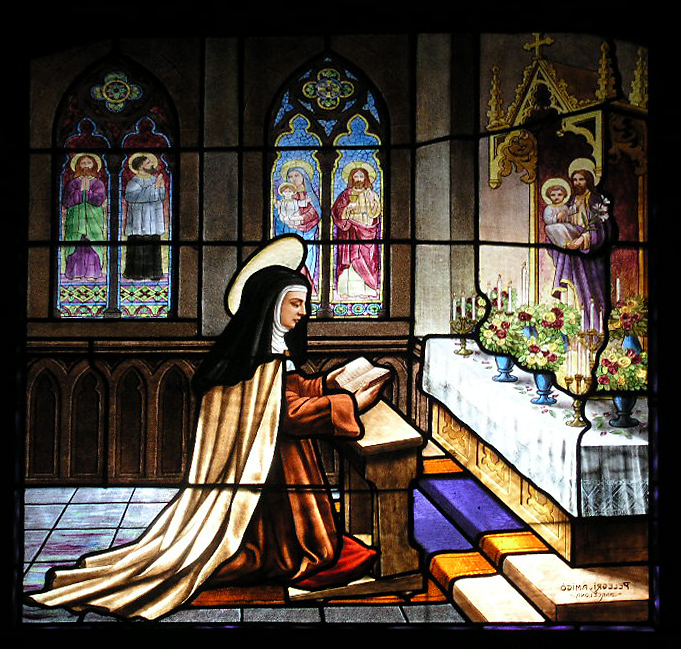
Teresa av Ávila, kyrkfönster i Iglesia-convento de Santa Teresa.

För andra betydelser, se Ávila (olika betydelser).
Ávila (spanskt uttal: [ˈaβila] ( lyssna)) är en stad och kommun i den autonoma regionen Kastilien och León i centrala Spanien. Staden ligger cirka 88,5 kilometer nordväst om Madrid. Ávila är huvudort i provinsen med samma namn. Kommunen har 58 111 invånare (2024), på en yta av 230,70 km². Staden ligger på hög höjd, 1 131 meter över havet, vid floden Adajas strand, ett av tillflödena till Duerofloden.
I Ávila föddes helgonet Teresa av Ávila 1515.

## Arkitektur
Staden är "historiskt monument och nationell konstskatt" sedan 1884 och upptogs också 1985 på Unescos lista över världsarv. Stadens viktigaste monument är den framträdande kompletta medeltida ringmuren som sträcker sig över 2 500 meter och har nio stadsportar och 88 tornkonstruktioner.
Det är också en av städerna med högst antal kyrkor (romanska och gotiska) i förhållande till antalet invånare. Bland den religiösa arkitekturen framträder katedralen byggd mellan 1100-talet och 1400-talet, den romanska kyrkan San Vicente uppförd mellan 1100-talet och 1300-talet samt klostret Santo Tomás från 1400-talet, sommarresidens för de katolska monarkerna. Katedralen hade genom sin befästning också en militär betydelse.
Andra byggnader av arkitektonisk betydelse är Valderrábanos-palatset (1400-talet), Casa de los Deanes (1500-talet), Torreón de los Guzmanes och Verdugo-palatset (1400-talet).

## Ávila under 1900-talet
Under de första decennierna av 1900-talet visade staden en tendens till att hellre bevara traditioner än att genomföra nödvändiga sociala förändringar som tog form i andra delar av Spanien. Den snabba utvecklingen och urbaniseringen som då började i landet i övrigt gjorde att staden kom lite i skymundan.
År 1936 efter spanska inbördeskrigets utbrott blev staden omedelbart en del av den zon som ockuperades av nationaltrupperna, och gav därför inte några historiska avtryck av betydelse. Under Francoregimen intensifierades avfolkningsprocessen i provinsen vilket påverkade staden.
Flera spanska politiker påbörjat sina karriärer som representanter för Ávila. Redan under 1800-talet hade Mariano José de Larra ett parlamentsmandat som representant för Ávila, samma sak gällde Adolfo Suárez (första demokratiskt valda premiärministern efter Franco) som genomförde sin politiska karriär från Ávila (han föddes i byn Cebreros). Decenniet efter valdes José María Aznar (premiärminister mellan 1996 och 2004) till parlamentsledamot för Ávila, trots att han inte kom från Ávila. Andra ministrar som har påbörjat sina politiska karriärer från Ávila är exempelvis Agustín Rodríguez Sahagún och Ángel Acebes.

## Teresa av Ávila (1515–1582)
Teresa av Ávila, även känd som Teresa av Jesus, föddes i Ávila 1515 och är en av Spaniens mest framstående mystiker, helgon och författare. Hon spelade en avgörande roll i reformeringen av Karmeliterorden och grundade den strikta grenen som kallas de Discalced Karmeliterna, eller skofria karmeliter, som betonade ett enklare, mer asketiskt och bönfokuserat liv. Hennes reformer hade stor betydelse för klosterlivet i Spanien och spreds senare till andra delar av Europa.
Teresa är även känd för sina djupa och inflytelserika skrifter om mystik och andlighet, där hon beskrev sin personliga andliga resa och bönens betydelse. Hennes verk, såsom “Vägen till fullkomlighet” och “Själens inre borg”, räknas till klassiker inom kristen litteratur och mystik. Hon betonade vikten av inre bön och en kärleksfull relation till Gud, och hennes texter har haft stor påverkan både inom den katolska kyrkan och inom den bredare andliga litteraturen.
För sina insatser blev Teresa av Ávila helgonförklarad 1622 och utropades till kyrkolärare 1970, vilket är en hedersbetygelse som endast tilldelas mycket inflytelserika teologer inom kyrkan. Hon är därmed en av de få kvinnorna med denna titel.
Teresa av Ávilas liv och gärningar är starkt förknippade med staden Ávila, där hon föddes och tillbringade stora delar av sitt liv. Hennes andliga arv och reformer är fortfarande en viktig del av stadens kulturella och religiösa identitet.